# Jeréz (Zacatecas)
Jeréz (Zacatecas) é um município do estado de Zacatecas, no México.